# Михаило Ивановић (фудбалер, 2004)
Михаило Ивановић (Нови Сад, 29. новембар 2004) српски је фудбалер који тренутно наступа за Милвол.

## Каријера
Ивановић је фудбал почео да тренира у екипи Крила Крајине из Бачке Паланке, а касније наставио у млађим категоријама новосадске Војводине. Ту се истакао као најбољи стрелац омладинске екипе и с клубом је крајем марта 2021. потписао професионални уговор. Раду с првим тимом прикључен је пред крај такмичарске 2021/22. у Суперлиги Србије те је у последњем колу дебитовао ушавши у игру у завршници утакмице с ТСЦ-ом, заменивши Вељка Симића на терену. На почетку наредне сезоне такође је остао при првом тиму, али је убрзо уговорен његов прелазак у редове Сампдорије. Представљен је у августу 2022. и том приликом је наглашено да је италијанском клубу приступио по споразуму о уступању уз опцију трајног потписивања. Стандардно је наступао за омладински састав у Примавери где је као стрелац и асистент учествовао у постизању двоцифреног броја погодака. У протоколу Серије А по први пут се нашао на сусрету с Интером у оквиру 22. кола. Дебитовао је на затварању сезоне, против Наполија на Стадиону Дијего Армандо Марадона, заменивши Фабија Кваљарелу у завршници утакмице. Међутим, до договора клубова око откупа уговора није дошло те се Ивановић по окончању такмичарске 2022/23. вратио у матичну Војводину. Тако је првог дана јула 2023. године потписао нови трогодишњи уговор. На отварању државног првенства за сезону 2023/24, против Црвене звезде на Стадиону Рајко Митић, Ивановић је био један од тројице бонус фудбалера уз Владимира Милетића и Стефана Букинца. Прве поготке у сениорском фудбалу постигао је 10. такмичарске недеље, када је био двоструки стрелац у победи од 2 : 1 над ИМТ-ом. Услед таквог учинка изабран је за играча кола у Суперлиги Србије. Значајнију минутажу добио је почетком пролећа 2024, код тренера Божидара Бандовића, када је на три узастопне првенствене утакмице био стрелац укупно пет погодака.
У завршници летњег прелазног рока исте године, Ивановић је остварио инострани трансфер у Милвол. Према писању медија, вредност договора клубова процењена је на 3,5 милиона евра уз додатних 20 процената од следећег трансфера. Тако је Војводина остварила највећи приход од продаје играча, надмашивши одлазак Гојка Качара, док је лондонски клуб издвојио највећу суму приликом довођења фудбалера. Након опоравка од повреде задње ложе, коју је претрпео убрзо по доласку у клуб, Ивановић је дебитовао у 6. колу Чемпионшипа против Квинс Парк рејнџерса. Свој први погодак у том такмичењу постигао је против Дарби каунтија, за нерешен резултат у оквиру 10. кола. По окончању сезоне 2024/25, у којој је постигао 12 погодака, Ивановић је награђен као најбољи млади и трећи играч екипе односно за најлепши погодак по избору навијача.

## Репрезентација
Селектор кадетске репрезентације Србије, Саша Илић, позвао је Ивановића за двомеч са Северном Македонијом у октобру 2020.
 Под његовим вођством је наредне године добио позив и у следећу узрасну категорију, за две контролне утакмице против селекције Босне и Херцеговине у априлу 2021. На првој од њих, Ивановић је постигао једини погодак за минималну победу Србије. У мају 2024. године, Ивановић се нашао на ширем списку репрезентације Србије од 35 играча за Европско првенство, али је изостављен из коначног састава фудбалера за то такмичење. Ивановић је током јесени позиван за сусрете Лиге нација, а дебитовао је 18. новембра 2024. против Данске на Стадиону Дубочице у Лесковцу. Тада је на терену заменио Андрију Живковића у 82. минуту догађаја који је завршен без погодака. Селектор младе репрезентације Србије, Александар Коларов, позвао је Ивановића у састав за провере против Босне и Херцеговине односно Грузије током марта 2025. Утакмице нису имале такмичарски значај јер се Србија као један од домаћина квалификовала на Европско првенство. Свој први погодак за ту селекцију постигао је у поразу од Бугарске последњег дана маја 2025.

## Статистика

### Клупска
Ажурирано 3. маја 2025.
| Клуб                   | Сезона   | Лига             | Лига | Лига | Национални куп | Национални куп | Лига куп | Лига куп | Континентално | Континентално | Остало | Остало | Укупно | Укупно |
| Клуб                   | Сезона   | Дивизија         |      | Гол  |                | Гол            |          | Гол      |               | Гол           |        | Гол    |        | Гол    |
| ---------------------- | -------- | ---------------- | ---- | ---- | -------------- | -------------- | -------- | -------- | ------------- | ------------- | ------ | ------ | ------ | ------ |
|                        |          |                  |      |      |                |                |          |          |               |               |        |        |        |        |
| Војводина              | 2021/22. | Суперлига Србије | 1    | 0    | —              | —              | —        | —        | —             | —             | —      | —      | 1      | 0      |
| Војводина              | 2022/23. | Суперлига Србије | 0    | 0    | —              | —              | —        | —        | —             | —             | —      | —      | 0      | 0      |
|                        |          |                  |      |      |                |                |          |          |               |               |        |        |        |        |
| Сампдорија (позајмица) | 2022/23. | Серија А         | 1    | 0    | —              | —              | —        | —        | —             | —             | —      | —      | 1      | 0      |
|                        |          |                  |      |      |                |                |          |          |               |               |        |        |        |        |
| Војводина              | 2023/24. | Суперлига Србије | 32   | 9    | 5              | 0              | —        | —        | 1             | 0             | —      | —      | 38     | 9      |
| Војводина              | 2024/25. | Суперлига Србије | 5    | 1    | —              | —              | —        | —        | 4             | 0             | —      | —      | 9      | 1      |
| Војводина              | Укупно   | Укупно           | 38   | 10   | 5              | 0              | —        | —        | 5             | 0             | —      | —      | 48     | 10     |
|                        |          |                  |      |      |                |                |          |          |               |               |        |        |        |        |
| Милвол                 | 2024/25. | Чемпионшип       | 37   | 12   | 3              | 1              | —        | —        | —             | —             | —      | —      | 40     | 13     |
|                        |          |                  |      |      |                |                |          |          |               |               |        |        |        |        |
| Каријера               | Каријера | Каријера         | 76   | 22   | 8              | 1              | —        | —        | 5             | 0             | —      | —      | 89     | 23     |
|                        |          |                  |      |      |                |                |          |          |               |               |        |        |        |        |

### Утакмице у дресу репрезентације
| Репрезентација Србије у узрасту до 17 година старости | Репрезентација Србије у узрасту до 17 година старости                    | Репрезентација Србије у узрасту до 17 година старости                    | Репрезентација Србије у узрасту до 17 година старости                    | Репрезентација Србије у узрасту до 17 година старости                    | Репрезентација Србије у узрасту до 17 година старости                    | Репрезентација Србије у узрасту до 17 година старости                    | Репрезентација Србије у узрасту до 17 година старости | Репрезентација Србије у узрасту до 17 година старости | Репрезентација Србије у узрасту до 17 година старости |
| #                                                     | Датум                                                                    | Такмичење                                                                | Локација                                                                 | Домаћин                                                                  | Резултат                                                                 | Гост                                                                     | Мин.                                                  | Гол                                                   | Реф.                                                  |
| ----------------------------------------------------- | ------------------------------------------------------------------------ | ------------------------------------------------------------------------ | ------------------------------------------------------------------------ | ------------------------------------------------------------------------ | ------------------------------------------------------------------------ | ------------------------------------------------------------------------ | ----------------------------------------------------- | ----------------------------------------------------- | ----------------------------------------------------- |
| 1.                                                    | 20. октобар 2020.                                                        | Пријатељска утакмица                                                     | Тренинг центар Петар Милошевски, Скопље                                  | Северна Македонија                                                       | 0 : 0                                                                    | Србија                                                                   |                                                       | [ 43 ]                                                |                                                       |
| 2.                                                    | 22. октобар 2020.                                                        | Пријатељска утакмица                                                     | Тренинг центар Петар Милошевски, Скопље                                  | Северна Македонија                                                       | 0 : 0                                                                    | Србија                                                                   |                                                       | [ 44 ]                                                |                                                       |
| 2                                                     | Укупан број утакмица, постигнутих погодака и минута проведених на терену | Укупан број утакмица, постигнутих погодака и минута проведених на терену | Укупан број утакмица, постигнутих погодака и минута проведених на терену | Укупан број утакмица, постигнутих погодака и минута проведених на терену | Укупан број утакмица, постигнутих погодака и минута проведених на терену | Укупан број утакмица, постигнутих погодака и минута проведених на терену | 0                                                     |                                                       |                                                       |

| Репрезентација Србије у узрасту до 18 година старости | Репрезентација Србије у узрасту до 18 година старости                    | Репрезентација Србије у узрасту до 18 година старости                    | Репрезентација Србије у узрасту до 18 година старости                    | Репрезентација Србије у узрасту до 18 година старости                    | Репрезентација Србије у узрасту до 18 година старости                    | Репрезентација Србије у узрасту до 18 година старости                    | Репрезентација Србије у узрасту до 18 година старости | Репрезентација Србије у узрасту до 18 година старости | Репрезентација Србије у узрасту до 18 година старости |
| #                                                     | Датум                                                                    | Такмичење                                                                | Локација                                                                 | Домаћин                                                                  | Резултат                                                                 | Гост                                                                     | Гол                                                   | Реф.                                                  |                                                       |
| ----------------------------------------------------- | ------------------------------------------------------------------------ | ------------------------------------------------------------------------ | ------------------------------------------------------------------------ | ------------------------------------------------------------------------ | ------------------------------------------------------------------------ | ------------------------------------------------------------------------ | ----------------------------------------------------- | ----------------------------------------------------- | ----------------------------------------------------- |
| 1.                                                    | 20. април 2021.                                                          | Пријатељска утакмица                                                     | Тренинг центaр ФС БиХ, Зеница                                            | Босна и Херцеговина                                                      | 0 : 1                                                                    | Србија                                                                   | Гол                                                   | [ 29 ]                                                |                                                       |
| 2.                                                    | 22. април 2021.                                                          | Пријатељска утакмица                                                     | Тренинг центaр ФС БиХ, Зеница                                            | Босна и Херцеговина                                                      | 0 : 2                                                                    | Србија                                                                   |                                                       | [ 45 ]                                                |                                                       |
| 2                                                     | Укупан број утакмица, постигнутих погодака и минута проведених на терену | Укупан број утакмица, постигнутих погодака и минута проведених на терену | Укупан број утакмица, постигнутих погодака и минута проведених на терену | Укупан број утакмица, постигнутих погодака и минута проведених на терену | Укупан број утакмица, постигнутих погодака и минута проведених на терену | Укупан број утакмица, постигнутих погодака и минута проведених на терену | 1                                                     |                                                       |                                                       |

| Репрезентација Србије у узрасту до 21 године старости | Репрезентација Србије у узрасту до 21 године старости                    | Репрезентација Србије у узрасту до 21 године старости                    | Репрезентација Србије у узрасту до 21 године старости                    | Репрезентација Србије у узрасту до 21 године старости                    | Репрезентација Србије у узрасту до 21 године старости                    | Репрезентација Србије у узрасту до 21 године старости                    | Репрезентација Србије у узрасту до 21 године старости | Репрезентација Србије у узрасту до 21 године старости | Репрезентација Србије у узрасту до 21 године старости |
| #                                                     | Датум                                                                    | Такмичење                                                                | Локација                                                                 | Домаћин                                                                  | Резултат                                                                 | Гост                                                                     | Гол                                                   | Реф.                                                  |                                                       |
| ----------------------------------------------------- | ------------------------------------------------------------------------ | ------------------------------------------------------------------------ | ------------------------------------------------------------------------ | ------------------------------------------------------------------------ | ------------------------------------------------------------------------ | ------------------------------------------------------------------------ | ----------------------------------------------------- | ----------------------------------------------------- | ----------------------------------------------------- |
| 1.                                                    | 21. март 2025.                                                           | Пријатељска утакмица                                                     | Анталија                                                                 | Србија                                                                   | 2 : 0                                                                    | Босна и Херцеговина                                                      |                                                       | [ 46 ]                                                |                                                       |
| 2.                                                    | 25. март 2025.                                                           | Пријатељска утакмица                                                     | Анталија                                                                 | Србија                                                                   | 1 : 3                                                                    | Грузија                                                                  |                                                       | [ 47 ]                                                |                                                       |
| 3.                                                    | 31. мај 2025.                                                            | Пријатељска утакмица                                                     | Стадион Дубочица, Лесковац                                               | Србија                                                                   | 1 : 2                                                                    | Бугарска                                                                 | Гол                                                   | [ 48 ]                                                |                                                       |
| 4.                                                    | 4. јун 2025.                                                             | Пријатељска утакмица                                                     | Стадион Лагатор, Лозница                                                 | Србија                                                                   | 2 : 3                                                                    | Грчка                                                                    |                                                       | [ 49 ]                                                |                                                       |
| 4                                                     | Укупан број утакмица, постигнутих погодака и минута проведених на терену | Укупан број утакмица, постигнутих погодака и минута проведених на терену | Укупан број утакмица, постигнутих погодака и минута проведених на терену | Укупан број утакмица, постигнутих погодака и минута проведених на терену | Укупан број утакмица, постигнутих погодака и минута проведених на терену | Укупан број утакмица, постигнутих погодака и минута проведених на терену | 1                                                     |                                                       |                                                       |

| Фудбалска репрезентација Србије | Фудбалска репрезентација Србије                                          | Фудбалска репрезентација Србије                                          | Фудбалска репрезентација Србије                                          | Фудбалска репрезентација Србије                                          | Фудбалска репрезентација Србије                                          | Фудбалска репрезентација Србије                                          | Фудбалска репрезентација Србије | Фудбалска репрезентација Србије | Фудбалска репрезентација Србије |
| #                               | Датум                                                                    | Такмичење                                                                | Локација                                                                 | Домаћин                                                                  | Резултат                                                                 | Гост                                                                     | Гол                             | Реф.                            |                                 |
| ------------------------------- | ------------------------------------------------------------------------ | ------------------------------------------------------------------------ | ------------------------------------------------------------------------ | ------------------------------------------------------------------------ | ------------------------------------------------------------------------ | ------------------------------------------------------------------------ | ------------------------------- | ------------------------------- | ------------------------------- |
| 1.                              | 19. октобар 2024.                                                        | Лига нација                                                              | Стадион Дубочица, Лесковац                                               | Србија                                                                   | 0 : 0                                                                    | Данска                                                                   |                                 | [ 32 ]                          |                                 |
| 1                               | Укупан број утакмица, постигнутих погодака и минута проведених на терену | Укупан број утакмица, постигнутих погодака и минута проведених на терену | Укупан број утакмица, постигнутих погодака и минута проведених на терену | Укупан број утакмица, постигнутих погодака и минута проведених на терену | Укупан број утакмица, постигнутих погодака и минута проведених на терену | Укупан број утакмица, постигнутих погодака и минута проведених на терену | 0                               |                                 |                                 |

## Трофеји, награде и признања

### Појединачно
- Играч кола у Суперлиги Србије (2)

1. Суперлига Србије за сезону 2023/24, 10. коло[17]
2. Суперлига Србије за сезону 2023/24, 27. коло[50]

- Гол месеца за ФК Милвол по избору навијача клуба (1)

1. Чемпионшип за сезону 2024/25, погодак из слободног ударца против Престон Норт Енда у 31. колу[51]

- Гол сезоне 2024/25. по избору навијача Милвола[26]
- Најбољи млади фудбалер Милвола у сезони 2024/25. по избору навијача клуба[26]